# Grand Prix automobile de Suisse 1950
GP précédent GP suivant
Le Grand Prix automobile de Suisse 1950 (X Grosser Preis der Schweiz), disputé le 4 juin 1950 sur le circuit de Bremgarten, est la quatrième épreuve du championnat du monde de Formule 1.

## Contexte avant le Grand Prix

### Le championnat du monde
Quatrième épreuve du championnat, le Grand Prix de Suisse se dispute cinq jours après les 500 miles d'Indianapolis, seule épreuve qualificative réservée aux "Indycars". D'ailleurs, aucun pilote de Formule 1 n'a pris le départ de cette troisième manche, chasse gardée des spécialistes américains. Trois pilotes sont en tête du championnat du monde avec neuf points et une victoire chacun: Giuseppe Farina et Juan Manuel Fangio, tous deux pilotes Alfa Romeo et grands favoris dans la course au titre, ainsi que Johnnie Parsons, vainqueur à Indianapolis mais qui ne disputera aucune autre épreuve du championnat.

### Le circuit
Construit en 1931, près de Berne, ce circuit fut d'abord utilisé pour les compétitions motocyclistes. Il accueillit le premier Grand Prix de Suisse en 1934. Long de 7,28 km, le circuit de Bremgarten comporte de nombreux secteurs pavés ; le parcours est accidenté, bordé d'arbres, enchaînant les virages rapides (dont la très piégeuse courbe d'Eymatt). Il est considéré comme l'un des plus beaux et des plus dangereux du championnat.

## Monoplaces en lice
- Alfa Romeo 158 "Usine"

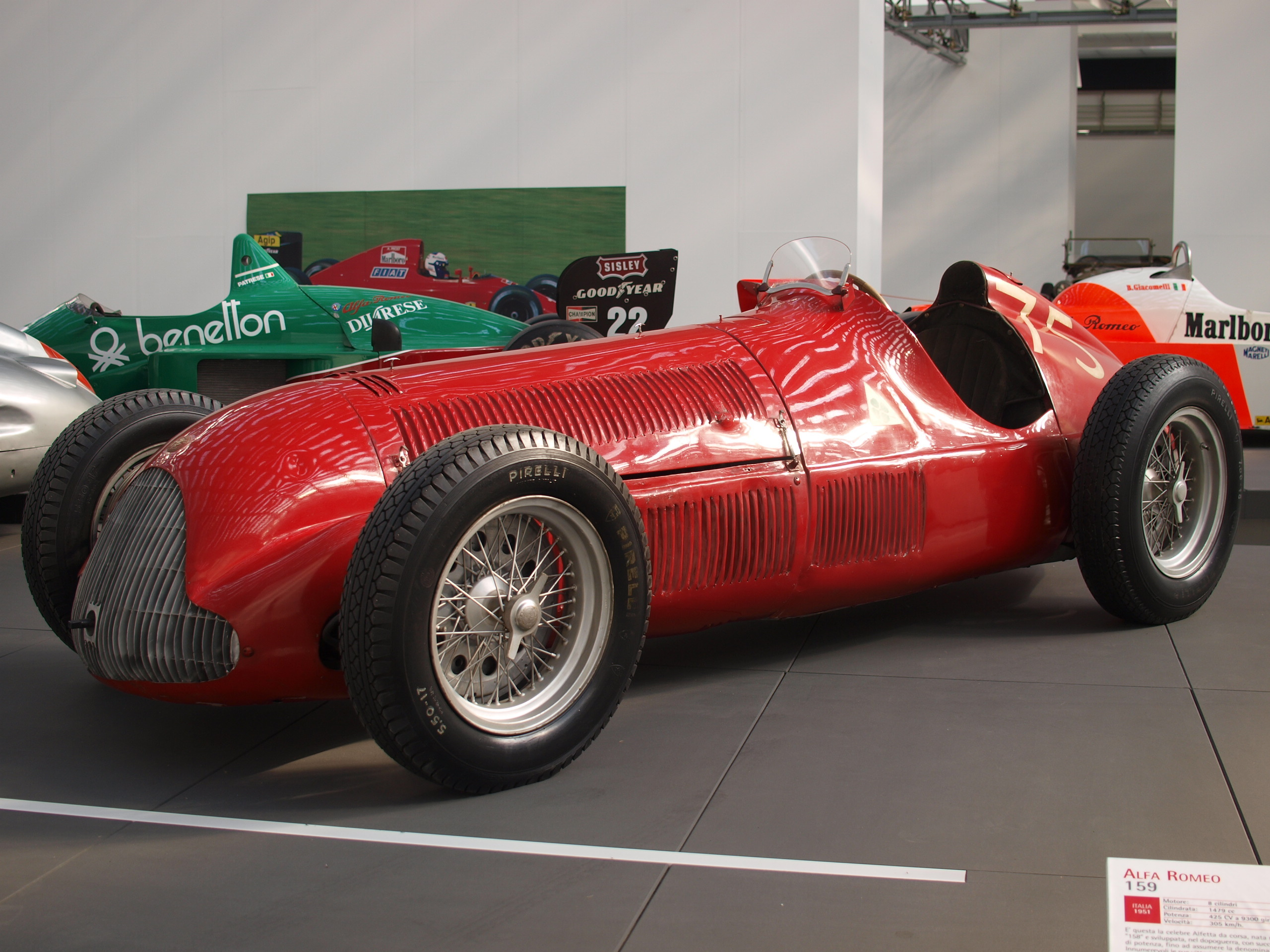
L'Alfetta, dominatrice en F1 depuis ses débuts.

L'équipe officielle Alfa Romeo est inchangée par rapport au Grand Prix de Monaco disputé deux semaines plus tôt, engageant trois "Alfetta" pour Farina, Fagioli et Fangio. Les "trois F" seront une nouvelle fois largement favoris de l'épreuve. Ainsi que les autres voitures à moteur suralimenté, les Alfa devront ravitailler une fois en course.
- Ferrari 125 F1 "Usine"

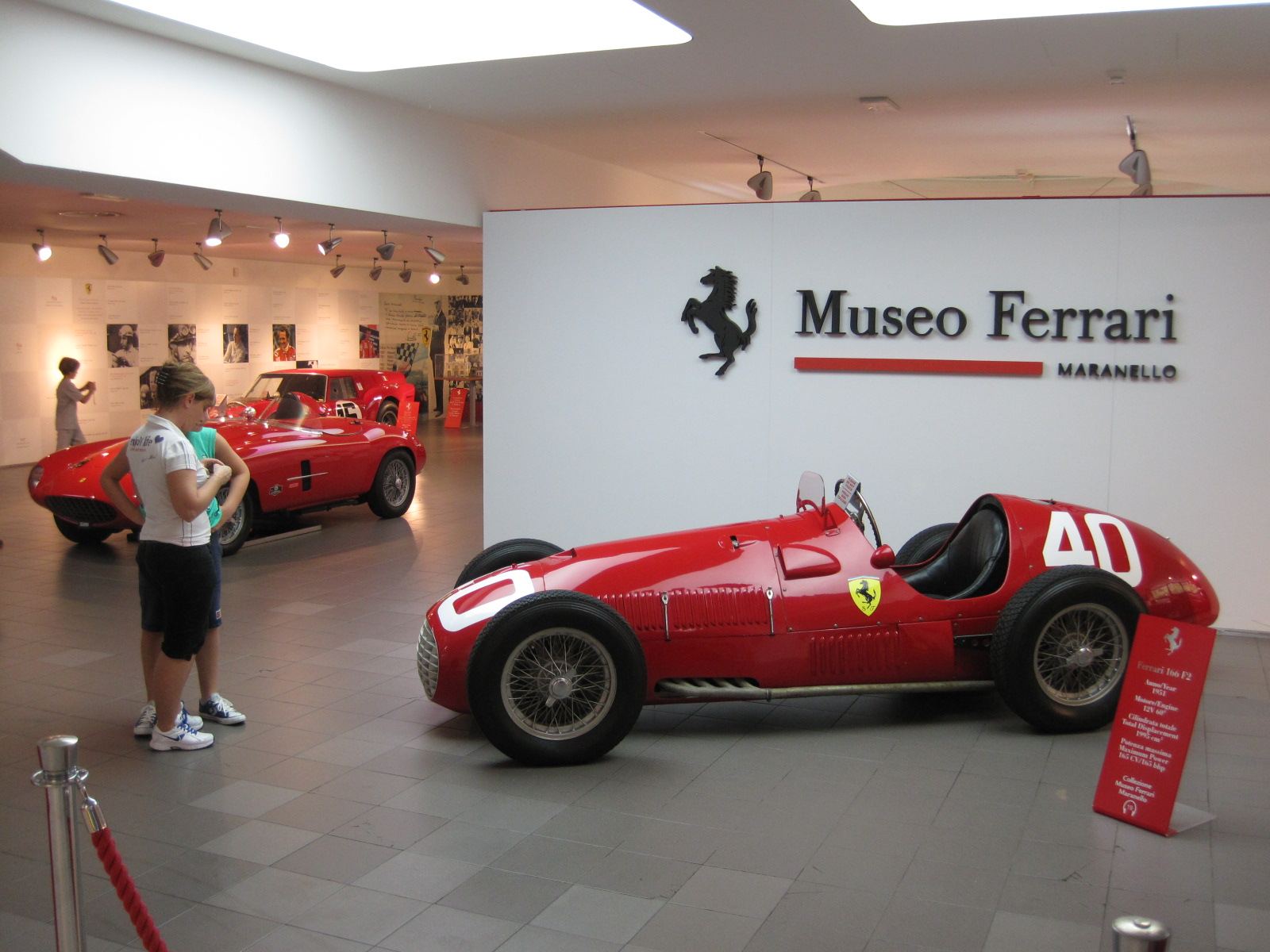
Une Ferrari 166 F2, semblable à celle de Sommer.

La Scuderia Ferrari avait initialement engagé quatre modèles 125 F1 à double compresseur pour cette épreuve, les futures 375 F1 à moteur atmosphérique n'étant pas encore prêtes. Raymond Sommer et Peter Whitehead devaient épauler les pilotes officiels Alberto Ascari et Luigi Villoresi, mais la Scuderia n'a finalement amené que deux de ces voitures. Celle de Villoresi est désormais équipée d'un pont de Dion, qui teste ici cette amélioration prévue pour la future voiture. Whitehead doit donc renoncer à courir ici, tandis que Sommer utilisera finalement la Ferrari 166 F2 (V12 - 2 litres) dont il dispose également pour la course de Formule 2 disputée en lever de rideau du Grand Prix.
- Maserati 4CLT "Usine"

Comme à Monaco, l'équipe officielle Maserati a engagé deux 4CLT/48 pour Louis Chiron et Franco Rol, mais ce dernier n'est pas remis de son accident survenu aux essais deux semaines plus tôt et doit déclarer forfait. Chiron pilote donc la seule Maserati "Usine", épaulé par les 4CLT-48 de l'écurie Platé (Emmanuel de Graffenried et le Prince Bira), celle de l'écurie Varzi pilotée par Nello Pagani (le pilote italien remplace José Froilán González accidenté à Monaco), et la Maserati-Milano de Felice Bonetto, qui dispose de vingt chevaux supplémentaires. Reg Parnell a déclaré forfait, mais on verra une sixième Maserati pour le pilote local Toni Branca, engagé sur une ancienne 4CL.
- Talbot-Lago T26C "Usine"

A l’exception de la Ferrari F2 de Sommer, les Talbot sont les seules monoplaces à moteur atmosphérique engagées. Très sobres, elles effectueront la distance du Grand Prix sans ravitailler, ce qui leur permet de se poser en rivales sérieuses des Maserati et des Ferrari pour les places d'honneur. Sont présentes trois monoplaces officielles à double allumage pour Yves Giraud-Cabantous, Eugène Martin et Louis Rosier, épaulées par les voitures privées (à simple allumage) pilotées par Philippe Étancelin, Johnny Claes et Harry Schell, ce dernier ayant loué pour la circonstance la T26 personnelle de Rosier.
- SVA

Le pilote suisse Rudi Fischer est officiellement engagé sur une monoplace SVA à moteur Fiat à compresseur, mais les difficultés rencontrées par cette équipe l'obligent à déclarer forfait.

## Coureurs inscrits

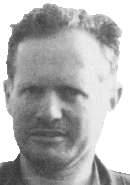
Seul pilote suisse régulièrement engagé en F1, Emmanuel de Graffenried prendra le départ de son Grand Prix national sur une Maserati.

| no | Pilote                  | Écurie                        | Constructeur | Modèle                     | N° châssis    | Moteur                   | Pneumatiques |
| -- | ----------------------- | ----------------------------- | ------------ | -------------------------- | ------------- | ------------------------ | ------------ |
| 2  | Nello Pagani            | Scuderia Achille Varzi        | Maserati     | Maserati 4CLT/48           | 1600          | Maserati L4s             | P            |
| 4  | Johnny Claes            | Écurie Belge                  | Talbot-Lago  | Talbot-Lago T26C           | 110 011       | Talbot L6                | D            |
| 6  | Yves Giraud Cabantous   | Automobiles Talbot-Darracq SA | Talbot-Lago  | Talbot-Lago T26C-DA        | 110 052       | Talbot L6                | D            |
| 8  | Eugène Martin           | Automobiles Talbot-Darracq SA | Talbot-Lago  | Talbot-Lago T26C-DA        | 110 053       | Talbot L6                | D            |
| 10 | Louis Rosier            | Automobiles Talbot-Darracq SA | Talbot-Lago  | Talbot-Lago T26C-DA        | 110 051       | Talbot L6                | D            |
| 12 | Luigi Fagioli           | Alfa Romeo SpA                | Alfa Romeo   | Alfa Romeo 158             | 114           | Alfa Romeo L8s           | P            |
| 14 | Juan Manuel Fangio      | Alfa Romeo SpA                | Alfa Romeo   | Alfa Romeo 158             | 111           | Alfa Romeo L8s           | P            |
| 16 | Nino Farina             | Alfa Romeo SpA                | Alfa Romeo   | Alfa Romeo 158             | 112           | Alfa Romeo L8s           | P            |
| 18 | Alberto Ascari          | Scuderia Ferrari              | Ferrari      | Ferrari 125                | 125C-01 (14C) | Ferrari V12s             | P            |
| 20 | Raymond Sommer          | Scuderia Ferrari              | Ferrari      | Ferrari 125 Ferrari 166 F2 | 08C GP1-49    | Ferrari V12s Ferrari V12 | P            |
| 22 | Luigi Villoresi         | Scuderia Ferrari              | Ferrari      | Ferrari 125                | 125C-04 (18C) | Ferrari V12s             | P            |
| 24 | Peter Whitehead         | Scuderia Ferrari              | Ferrari      | Ferrari 125                | 10C           | Ferrari V12s             | P            |
| 26 | Louis Chiron            | Officine Alfieri Maserati     | Maserati     | Maserati 4CLT/48           | 1606          | Maserati L4s             | P            |
| 28 | Franco Rol              | Officine Alfieri Maserati     | Maserati     | Maserati 4CLT/48           | 1604          | Maserati L4s             | P            |
| 30 | Prince Bira             | Enrico Platé                  | Maserati     | Maserati 4CLT/48           | 1607          | Maserati L4s             | P            |
| 32 | Emmanuel de Graffenried | Enrico Platé                  | Maserati     | Maserati 4CLT/48           | 1601          | Maserati L4s             | P            |
| 34 | Felice Bonetto          | Scuderia Milano               | Maserati     | Maserati Milano 4CLT/50    | 1611          | Maserati L4s             | P            |
| 36 | Reg Parnell             | Scuderia Ambrosiana           | Maserati     | Maserati 4CLT/48           | 1596          | Maserati L4s             | D            |
| 38 | Rudi Fischer            | Écurie Espadon                | SVA          | SVA                        | 1100          | Fiat L4s                 | P            |
| 40 | Toni Branca             | Privé                         | Maserati     | Maserati 4CL               | 1582          | Maserati L4s             | P            |
| 42 | Philippe Étancelin      | Privé                         | Talbot-Lago  | Talbot-Lago T26C           | 110 008       | Talbot L6                | D            |
| 44 | Harry Schell            | Ecurie Bleue                  | Talbot-Lago  | Talbot-Lago T26C           | 110 001       | Talbot L6                | D            |

- Raymond Sommer, initialement inscrit sur Ferrari 125, effectuera les essais et la course sur une Ferrari 166 F2[8].

## Qualifications
Trois séances d'essais ont été prévues, du jeudi 1er au samedi 3 juin. La première session verra très peu d'activité sur la piste, et ce n'est que le vendredi que la bataille s'engage réellement. Une nouvelle fois, les Alfa Romeo se montrent intraitables sur ce tracé difficile, Fangio s'adjugeant aisément la pole position. Avec un meilleur tour en 2 min 42 s 1, il devance largement ses coéquipiers, Farina étant à plus d'une demi-seconde et Fagioli à plus de trois secondes. Les Ferrari de Villoresi et Ascari sont reléguées en seconde ligne, et pourront être inquiétées par les vaillantes Talbot d'Étancelin et de Giraud Cabantous, embusquées en troisième ligne et capables d'effectuer la totalité du parcours sans s'arrêter.
| Pos. | no | Pilote                  | Écurie      | Temps        | Écart    |
| ---- | -- | ----------------------- | ----------- | ------------ | -------- |
| 1    | 14 | Juan Manuel Fangio      | Alfa Romeo  | 2 min 42 s 1 |          |
| 2    | 16 | Nino Farina             | Alfa Romeo  | 2 min 42 s 8 | + 0 s 7  |
| 3    | 12 | Luigi Fagioli           | Alfa Romeo  | 2 min 45 s 2 | + 3 s 1  |
| 4    | 22 | Luigi Villoresi         | Ferrari     | 2 min 46 s 1 | + 4 s 0  |
| 5    | 18 | Alberto Ascari          | Ferrari     | 2 min 46 s 8 | + 4 s 7  |
| 6    | 42 | Philippe Étancelin      | Talbot-Lago | 2 min 51 s 1 | + 9 s 0  |
| 7    | 6  | Yves Giraud Cabantous   | Talbot-Lago | 2 min 52 s 7 | + 10 s 6 |
| 8    | 30 | Prince Bira             | Maserati    | 2 min 53 s 2 | + 11 s 1 |
| 9    | 8  | Eugène Martin           | Talbot-Lago | 2 min 53 s 7 | + 11 s 6 |
| 10   | 10 | Louis Rosier            | Talbot-Lago | 2 min 54 s 0 | + 11 s 9 |
| 11   | 32 | Emmanuel de Graffenried | Maserati    | 2 min 54 s 2 | + 12 s 1 |
| 12   | 34 | Felice Bonetto          | Maserati    | 2 min 54 s 6 | + 12 s 5 |
| 13   | 20 | Raymond Sommer          | Ferrari     | 2 min 54 s 6 | + 12 s 5 |
| 14   | 4  | Johnny Claes            | Talbot-Lago | 2 min 59 s 0 | + 16 s 9 |
| 15   | 2  | Nello Pagani            | Maserati    | 3 min 06 s 8 | + 24 s 7 |
| 16   | 26 | Louis Chiron            | Maserati    | 3 min 06 s 8 | + 24 s 7 |
| 17   | 40 | Toni Branca             | Maserati    | 3 min 10 s 0 | + 27 s 9 |
| 18   | 44 | Harry Schell            | Talbot-Lago | 3 min 11 s 5 | + 29 s 4 |

## Grille de départ du Grand Prix
| 1re ligne | Pos. 3                          |                                 | Pos. 2                                    |                                 | Pos. 1                               |
|           | Fagioli Alfa Romeo 2 min 45 s 2 |                                 | Farina Alfa Romeo 2 min 42 s 8            |                                 | Fangio Alfa Romeo 2 min 42 s 1       |
| 2e ligne  |                                 | Pos. 5                          |                                           | Pos. 4                          |                                      |
|           |                                 | Ascari Ferrari 2 min 46 s 8     |                                           | Villoresi Ferrari 2 min 46 s 1  |                                      |
| 3e ligne  | Pos. 8                          |                                 | Pos. 7                                    |                                 | Pos. 6                               |
|           | Bira Maserati 2 min 53 s 2      |                                 | Giraud-Cabantous Talbot-Lago 2 min 52 s 7 |                                 | Étancelin Talbot-Lago 2 min 51 s 1   |
| 4e ligne  |                                 | Pos. 10                         |                                           | Pos. 9                          |                                      |
|           |                                 | Rosier Talbot-Lago 2 min 54 s 0 |                                           | Martin Talbot-Lago 2 min 53 s 7 |                                      |
| 5e ligne  | Pos. 13                         |                                 | Pos. 12                                   |                                 | Pos. 11                              |
|           | Sommer Ferrari 2 min 54 s 6     |                                 | Bonetto Maserati 2 min 54 s 6             |                                 | De Graffenried Maserati 2 min 54 s 2 |
| 6e ligne  |                                 | Pos. 15                         |                                           | Pos. 14                         |                                      |
|           |                                 | Pagani Maserati 3 min 06 s 9    |                                           | Claes Talbot-Lago 2 min 59 s 0  |                                      |
| 7e ligne  | Pos. 18                         |                                 | Pos. 17                                   |                                 | Pos. 16                              |
|           | Schell Talbot-Lago 3 min 11 s 5 |                                 | Branca Maserati 3 min 10 s 0              |                                 | Chiron Maserati 3 min 06 s 9         |

## Déroulement de la course
Sur la durée de l'épreuve les Alfa Romeo, les Ferrari et les Maserati devront ravitailler une fois. 200000 spectateurs assistent à la course. Temps chaud et ensoleillé au départ.

Les trois Alfa Romeo de Juan Manuel Fangio, Giuseppe Farina et Luigi Fagioli, parties en première ligne, prennent immédiatement la tête, mais Alberto Ascari (Ferrari) parvient à dépasser Fagioli avant la fin du premier tour, s'emparant de la troisième place, alors qu'Yves Giraud Cabantous (Talbot) est sorti de la route et a dû abandonner. Ascari attaque pour maintenir le contact avec les deux hommes de tête, mais il est ralenti dès la fin du troisième tour (fuite d'huile) et abandonne peu après. Son coéquipier Luigi Villoresi déborde alors Fagioli et se maintient quelques tours en troisième position, mais doit rapidement abandonner, victime de problèmes de transmission. Après dix tours à peine, les deux Ferrari à compresseur, seules à pouvoir suivre le rythme des Alfa Romeo, sont hors course.
Dès lors, les souveraines Alfetta ne peuvent plus être inquiétées. Emmenées par Farina qui a pris la tête au septième tour, suivi de très près par Fangio, elles reçoivent l'ordre de ralentir, et se dirigent vers un facile triplé. Derrière, c'est tout d'abord le Prince Bira (Maserati) qui emmène le reste du peloton, mais il perd trois places lors de son ravitaillement à la fin du quinzième tour, se retrouvant septième derrière les trois Talbot de Philippe Étancelin, Eugène Martin et Louis Rosier. Au vingtième tour, Martin (alors en sixième position) sort de route au virage d'Eymatt. Victime de sérieuses blessures (commotion cérébrale et jambe cassée), il sera indisponible pour le reste de la saison.
La fin du Grand Prix est monotone, les Alfa Romeo conservant une très nette avance après leur ravitaillement à mi-course. Seuls des ennuis de soupape entraînant l'abandon de Fangio à huit tours de l’arrivée privent l'équipe milanaise du triplé, et c'est finalement Rosier qui s'empare de la troisième place, Étancelin ayant dû renoncer peu après la mi-course sur problème de boîte de vitesses.

### Classements intermédiaires
Classements intermédiaires des monoplaces aux premier, dixième, vingt-et-unième et vingt-cinquième tours.

### Classement de la course

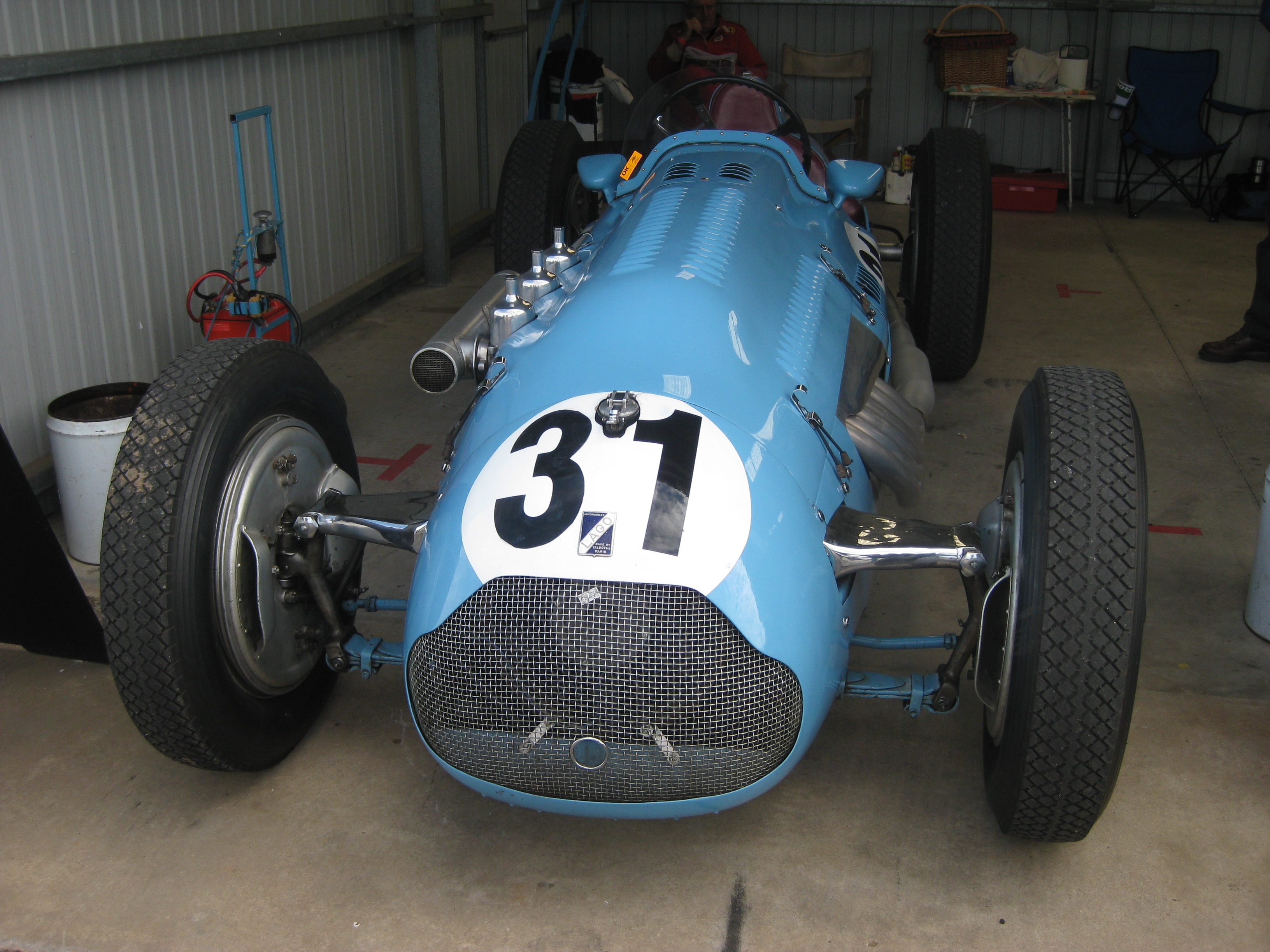
La Talbot-Lago T26, troisième de l'épreuve avec le pilote français Louis Rosier derrière les inaccessibles Alfa Romeo.

| Pos. | no | Pilote                  | Voiture     | Tours | Distance   | Temps/Abandon                 | Grille | Points |
| ---- | -- | ----------------------- | ----------- | ----- | ---------- | ----------------------------- | ------ | ------ |
| 1    | 16 | Giuseppe Farina         | Alfa Romeo  | 42    | 305,760 km | 2 h 02 min 53 s 7             | 2      | 9      |
| 2    | 12 | Luigi Fagioli           | Alfa Romeo  | 42    | 305,760 km | 2 h 02 min 54 s 1 (+ 0 s 4)   | 3      | 6      |
| 3    | 10 | Louis Rosier            | Talbot Lago | 41    | 298,480 km | 2 h 05 min 17 s 9 (+ 1 tour)  | 10     | 4      |
| 4    | 30 | Prince Bira             | Maserati    | 40    | 291,200 km | 2 h 04 min 37 s 1 (+ 2 tours) | 8      | 3      |
| 5    | 34 | Felice Bonetto          | Maserati    | 40    | 291,200 km | 2 h 05 min 18 s 1 (+ 2 tours) | 12     | 2      |
| 6    | 32 | Emmanuel de Graffenried | Maserati    | 40    | 291,200 km | 2 h 05 min 45 s 3 (+ 2 tours) | 11     |        |
| 7    | 2  | Nello Pagani            | Maserati    | 39    | 283,920 km | 2 h 04 min 28 s 8 (+ 3 tours) | 15     |        |
| 8    | 44 | Harry Schell            | Talbot Lago | 39    | 283,920 km | 2 h 05 min 01 s 6 (+ 3 tours) | 18     |        |
| 9    | 26 | Louis Chiron            | Maserati    | 39    | 283,920 km | 2 h 05 min 16 s 9 (+ 3 tours) | 16     |        |
| 10   | 4  | Johnny Claes            | Talbot Lago | 39    | 283,920 km | 2 h 05 min 20 s 4 (+ 3 tours) | 14     |        |
| 11   | 40 | Toni Branca             | Maserati    | 37    | 269,360 km | 2 h 05 min 02 s 5 (+ 5 tours) | 17     |        |
| Abd. | 14 | Juan Manuel Fangio      | Alfa Romeo  | 32    | 232,960 km | Moteur                        | 1      |        |
| Abd. | 42 | Philippe Étancelin      | Talbot Lago | 25    | 182,000 km | Boîte de vitesses             | 6      |        |
| Abd. | 8  | Eugène Martin           | Talbot Lago | 19    | 138,320 km | Accident                      | 9      |        |
| Abd. | 20 | Raymond Sommer          | Ferrari     | 19    | 138,320 km | Suspension                    | 13     |        |
| Abd. | 22 | Luigi Villoresi         | Ferrari     | 9     | 65,520 km  | Moteur                        | 4      |        |
| Abd. | 18 | Alberto Ascari          | Ferrari     | 4     | 29,120 km  | Pompe à huile                 | 5      |        |
| Abd. | 6  | Yves Giraud Cabantous   | Talbot Lago | 0     | 0,000 km   | Accident                      | 7      |        |

Légende:
- Abd.=Abandon

### Pole position et record du tour
- Pole position :  Juan Manuel Fangio en 2 min 42 s 1 (vitesse moyenne : 161,678 km/h).
- Meilleur tour en course :  Giuseppe Farina en 2 min 41 s 6 (vitesse moyenne : 162,178 km/h) au huitième tour.

### Tours en tête
- Juan Manuel Fangio : 8 tours (1-6 / 21-22)
- Giuseppe Farina : 33 tours (7-20 / 24-42)
- Luigi Fagioli : 1 tour  (23)

## Classement général à l'issue de la course
| Pos. | Pilote                | Écurie       | Points | GBR | MON | 500 | SUI | BEL | FRA | ITA |
| ---- | --------------------- | ------------ | ------ | --- | --- | --- | --- | --- | --- | --- |
| 1    | Giuseppe Farina       | Alfa Romeo   | 18     | 9*  | -   | -   | 9*  |     |     |     |
| 2    | Luigi Fagioli         | Alfa Romeo   | 12     | 6   | -   | -   | 6   |     |     |     |
| 3    | Juan Manuel Fangio    | Alfa Romeo   | 9      | -   | 9*  | -   | -   |     |     |     |
|      | Johnnie Parsons       | Kurtis Kraft | 9      | -   | -   | 9*  | -   |     |     |     |
| 5    | Alberto Ascari        | Ferrari      | 6      | -   | 6   | -   | -   |     |     |     |
|      | Bill Holland          | Deidt        | 6      | -   | -   | 6   | -   |     |     |     |
|      | Louis Rosier          | Talbot-Lago  | 6      | 2   | -   | -   | 4   |     |     |     |
| 8    | Prince Bira           | Maserati     | 5      | -   | 2   | -   | 3   |     |     |     |
| 9    | Reg Parnell           | Alfa Romeo   | 4      | 4   | -   | -   | -   |     |     |     |
|      | Louis Chiron          | Maserati     | 4      | -   | 4   | -   | -   |     |     |     |
|      | Mauri Rose            | Deidt        | 4      | -   | -   | 4   | -   |     |     |     |
| 12   | Yves Giraud-Cabantous | Talbot-Lago  | 3      | 3   | -   | -   | -   |     |     |     |
|      | Raymond Sommer        | Ferrari      | 3      | -   | 3   | -   | -   |     |     |     |
|      | Cecil Green           | Kurtis Kraft | 3      | -   | -   | 3   | -   |     |     |     |
| 15   | Felice Bonetto        | Maserati     | 2      | -   | -   | -   | 2   |     |     |     |
| 16   | Joie Chitwood         | Kurtis Kraft | 1      | -   | -   | 1   | -   |     |     |     |
|      | Tony Bettenhausen     | Kurtis Kraft | 1      | -   | -   | 1   | -   |     |     |     |

- attribution des points : 8, 6, 4, 3, 2 respectivement aux cinq premiers de chaque épreuve et 1 point supplémentaire pour le pilote ayant accompli le meilleur tour en course (signalé par un astérisque)
- Le règlement permet aux pilotes de se relayer sur une même voiture, les points éventuellement acquis étant alors partagés. Joie Chitwood et Tony Bettenhausen marquent chacun un point pour leur cinquième place à Indianapolis.

## Statistiques
- 2e victoire en championnat du monde pour Giuseppe Farina ;
- 3e victoire en championnat du monde pour Alfa Romeo en tant que constructeur ;
- 3e victoire en championnat du monde pour Alfa Romeo en tant que motoriste ;
- unique départ de Nello Pagani en championnat du monde ;
- Louis Rosier, troisième, devient le premier Français à obtenir un podium en championnat du monde.